# William Rodrigues
William Rodrigues de Freitas (* 9. September 1993 in Curitiba) ist ein brasilianischer Fußballspieler.

## Karriere
Rodrigues begann seine Karriere beim Coritiba FC. Im Sommer 2013 wurde er nach Schweden an den Drittligisten AFC United verliehen. Mit AFC United konnte er zum Ende der Saison 2014 in die Superettan aufsteigen.
Nach der Rückkehr folgten weitere Leihen: 2015 zu Grêmio Barueri, 2016 an den CA Metropolitano. Im Januar 2017 verließ er Coritiba schließlich ganz und kehrte zum Viertligisten CA Metropolitano zurück.
Allerdings wechselte Rodrigues im Juli 2017 bereits nach einem halben Jahr zum österreichischen Zweitligisten SC Austria Lustenau, bei dem er einen bis Juni 2019 gültigen Vertrag erhielt. Sein Debüt in der zweiten Liga gab er im Juli 2017, als er am ersten Spieltag der Saison 2017/18 gegen den Floridsdorfer AC in der Startelf stand.
Nach der Saison 2018/19 verließ er Lustenau. Daraufhin wechselte er im August 2019 zum Ligakonkurrenten SV Lafnitz. In der Saison 2019/20 kam er zu zwölf Einsätzen für die Steirer. Nach Saisonende verließ er den Verein wieder. Daraufhin wechselte er zur Saison 2020/21 nach Deutschland zum fünftklassigen SGV Freiberg. Für Freiberg absolvierte er zehn Partien in der Oberliga, ehe er den Verein im Februar 2021 wieder verließ. Daraufhin kehrte er nach Brasilien zurück und schloss sich dem Cascavel CR an, für den er zweimal in der Staatsmeisterschaft von Paraná spielte.
Zur Saison 2021/22 wechselte er nach Kuwait zum Burgan SC. Zur Saison 2022/23 kehrte er nach Österreich zurück und wechselte zum Zweitligisten FC Dornbirn 1913. Für Dornbirn absolvierte er 50 Spiele in der 2. Liga. Nachdem dem Team nach der Saison 2023/24 die Zweitligazulassung entzogen worden war, verließ er den Verein.
Im Anschluss kehrte Rodrigues im August 2024 zu Austria Lustenau zurück, wo er einen bis 2025 laufenden Vertrag erhielt.